# Hypsis

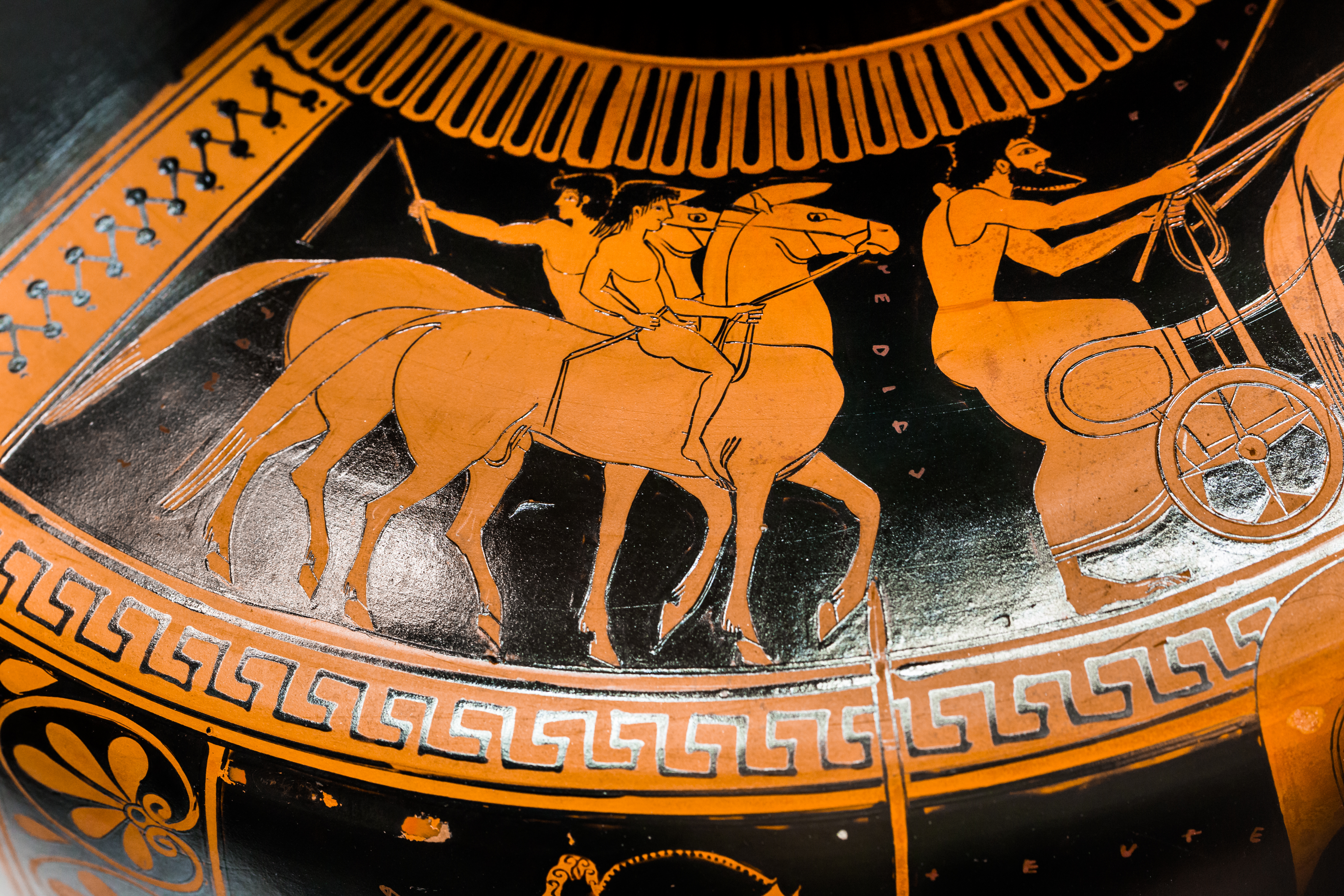
Detail der Hydria 2423 in der Antikensammlung München

Hypsis (altgriechisch Ὕψις) war ein griechischer Vasenmaler, der Ende des 6. Jahrhunderts v. Chr. in Athen tätig war. Er war ein Vertreter der „Pioniergruppe“ der rotfigurigen Vasenmalerei.
Von ihm sind zwei signierte Hydrien erhalten, die in Vulci gefunden wurden und sich gegenwärtig in der Staatlichen Antikensammlungen in München (Inv. Nr. 2423) und im Museo Torlonia in Rom (Inv. Nr. 73) befinden. Beide Vasen sind um 510 v. Chr. entstanden.
Die Münchner Hydria zeigt im Hauptbild drei Amazonen, die sich zum Kampf rüsten und inschriftlich als Andromache, Antiopea, und Hypopyle ausgewiesen werden, auf der Schulter ist ein Reiter mit Viergespann abgebildet, dem zwei nackte Jungen auf Pferden folgen. Sie ist mit der für attische Vasenmaler typischen Signatur HUPSIS EGRAPHSEN (Hypsis hat es gemalt) versehen. Auf der römischen Hydria sind zwei Frauen zu sehen, die mit Hydrien an einem KRENE DIONUSIKA (dionysischer Brunnen) beschriebenen Brunnen Wasser holen und damit auf die Funktion des Gefäßes verweisen. Die Vase ist in der für diese Zeit noch seltenen Kalpisform gestaltet, bei der der Vasenkörper fließend zum Hals übergeht, signiert ist sie nur mit dem Namen Hypsis. Beide Vasen sind stilistisch von Euthymides geprägt, und um die Bilder herum mit reichen Palmetten- und Mäander-Ornamenten versehen.